# Andrea Kaufmann
Andrea Kaufmann (* 19. März 1969 in Dornbirn; geborene Andrea Blenk) ist eine ehemalige österreichische Politikerin (ÖVP) aus Vorarlberg. Sie war von 2009 bis 2013 als Landesrätin Mitglied der Vorarlberger Landesregierung und sowie von 2013 bis 2025 Bürgermeisterin der Stadt Dornbirn.

## Ausbildung und Beruf
Andrea Kaufmann besuchte die Höhere Lehranstalt für wirtschaftliche Berufe in Rankweil, wo sie auch ihre Matura machte. Anschließend begann sie 1988 ein Studium der Handelswissenschaften an der Wirtschaftsuniversität Wien sowie 1989 ein Studium der Volkswirtschaftslehre an der Universität Konstanz. Von 2000 bis 2002 besuchte Kaufmann außerdem den Universitätslehrgang für Politische Bildung in Schloss Hofen.
Beruflich war Kaufmann von 1994 bis 1998 in der Controlling-Stabsstelle der Raiffeisenbank Bludenz angestellt.

## Politischer Werdegang
Ihre ersten politischen Erfahrungen sammelte Andrea Kaufmann Anfang der 1990er-Jahre in der JVP Dornbirn. Anschließend wurde sie in der JVP in den Landes- und Bundesvorstand gewählt. Seit dem Jahr 2003 ist Kaufmann Landesobmannstellvertreterin im Österreichischen Arbeiter- und Angestelltenbund. 
Bevor sie in die Landespolitik wechselte, war die Dornbirnerin in ihrer Heimatstadt als Stadträtin für Kultur, Familie und Bildung tätig. Nach der Landtagswahl in Vorarlberg 2009, die in einer ÖVP-Alleinregierung resultierte, wurde Andrea Kaufmann am 14. Oktober 2009 vom Vorarlberger Landtag als Landesrätin in das Regierungskabinett Sausgruber IV gewählt. Sie hatte in der Folge die Ressorts Kultur, Wissenschaft und Studienförderung, Weiterbildung, Archiv- und Bibliothekswesen sowie Musikschulen inne.
Am 20. Mai 2011 wurde sie auf dem Bundesparteitag in Innsbruck zur Stellvertreterin des damaligen ÖVP-Bundesparteiobmanns Michael Spindelegger gewählt. Nach dem Rücktritt von Rainer Gögele als Landesrat übernahm Andrea Kaufmann am 6. Juni 2012 die bisher von Gögele geführten Ressorts Hochbau, Maschinenbau, Elektrotechnik, Seilbahnen und Aufzugstechnik, während die beiden bislang ebenfalls von Gögele übernommenen Ressorts Gesundheit und Behindertenhilfe dem neuen Landesrat Christian Bernhard übertragen wurden. 
Im Mai 2013 legte sie das Amt als Landesrätin zurück, um in der Folge als erste Frau Bürgermeisterin ihrer Heimatstadt Dornbirn zu werden. Dabei folgte sie Wolfgang Rümmele nach.
In dieses Amt wurde sie am 29. Mai 2013 von der Dornbirner Stadtvertretung gewählt. Bei der ersten Bürgermeister-Direktwahl ihrer Amtszeit wurde Andrea Kaufmann am 15. März 2015 von der Dornbirner Bevölkerung mit 51,29 % der Stimmen bereits im ersten Wahlgang im Amt bestätigt. 
Auch in ihrer zweiten Bürgermeister-Direktwahl am 13. September 2020 wurde sie mit 51,68 % der Stimmen erneut im ersten Wahlgang von der Dornbirner Bevölkerung gewählt. 
Am 25. Jänner 2024 – mehr als ein Jahr vor der nächsten Gemeindevertretungs- und Bürgermeisterwahl im Jahr 2025 – gab Andrea Kaufmann bekannt, dass sie nicht erneut als Bürgermeisterin in Dornbirn kandidieren werde. Spitzenkandidat der Dornbirner Volkspartei für die im darauffolgenden Jahr anstehenden Gemeindewahlen sollte demnach der bisherige Vizebürgermeister Julian Fässler werden.
Im November 2020 wurde sie zur Präsidentin des Vorarlberger Gemeindeverbandes gewählt und im März 2022 unter Präsident Alfred Riedl zur Vizepräsidentin des  Österreichischen Gemeindebundes. 
Als solche übernahm sie im Jahr 2023, nachdem Riedl seine Funktion ruhend gestellt hatte, gemeinsam mit ihrem Vizepräsidenten-Kollegen Erwin Dirnberger die Leitung des Gemeindebundes und die Verhandlungen zum Finanzausgleich aufseiten der österreichischen Gemeinden.

## Privatleben
Kaufmann ist die Tochter des langjährigen Nationalratsabgeordneten Wolfgang Blenk (1926–1996). Sie ist verheiratet, Mutter von zwei Töchtern und zwei Söhnen und wohnt mit ihrer Familie in Dornbirn.